# Oxyopes sobrinus
Oxyopes sobrinus är en spindelart som beskrevs av O. Pickard-Cambridge 1872. Oxyopes sobrinus ingår i släktet Oxyopes och familjen lospindlar. Inga underarter finns listade i Catalogue of Life.